# 禰寝清方
禰寝 清方（ねじめ きよかた）は、江戸時代中期の薩摩藩士。通称は内記。吉利郷私領主の禰寝家当主。

## 生涯
正徳3年（1713年）11月22日、禰寝清純の子として鹿児島にて誕生。母は禰寝清雄の娘。幼名は徳慈。
享保3年（1718年）、4代藩主・島津吉貴の清純邸御成の際に御目見する。享保9年（1724年）、父の死去により家督を相続する。享保16年（1731年）、四番組頭、番頭役となる。享保18年（1733年）、5代藩主・島津継豊の帰国許可の答礼使を務め、江戸に出府して江戸城で8代将軍・徳川吉宗、世子徳川家重に拝謁する。
享保19年（1734年）2月20日、疱瘡により病死する。享年22。家督は祖父清雄の外孫・清香（島津久春の次男）が相続した。